# Jože Pacek
Jože Pacek, slovenski rimskokatoliški duhovnik in pisatelj, * 12. april 1945, Lautenhal, Zvezna republika Nemčija.

## Življenje in delo
V duhovnika je bil posvečen 29. junija 1970 v Ljubljani. Kot duhovnik se posveča pastoralnemu delu, že 45 let pa vodi župnijo Čatež ob Savi. 
Piše članke, ki jih objavlja v raznih časopisih in revijah. Poleg tega proučuje tudi krajevno zgodovino in piše kratke zgodbe.